# Abdij van Waasten
De Abdij van Waasten (Abbaye de Warneton) is een voormalige abdij in de tot de Henegouwse gemeente Komen-Waasten behorende plaats Waasten.

## Geschiedenis
In de 9e eeuw stichtten de heren van Waasten een kapittel van seculiere kanunniken. In 1138 werd de kapittelkerk door graaf Diederik van de Elzas en Adela van Peronne geschonken aan de bisschop van Terwaan en het kapittel werd omgezet in een regulier kapittel, waarvan de kanunniken behoorden tot de Congregatie van Arrouaise. Zij volgden de Regel van Augustinus en hun abdij werd gewijd aan Sint-Petrus. De abdij werd in 1792 opgeheven door de Franse revolutionnairen, en de abdijkerk werd in 1802 een parochiekerk. Deze kerk werd vernield tijdens de Eerste Wereldoorlog en herbouwd in 1924.